# Новоивановка (Алтайский край)
Новоивановка — село в Шипуновском районе Алтайского края. Входит в состав Первомайского сельсовета.

## История
Основано в 1919 г. В 1928 году поселок Ивановский состоял из 102 хозяйств, основное население — русские. В административном отношении входил в состав Михайловского сельсовета Шипуновского района Рубцовского округа Сибирского края.

## Население
| 1926 | 1997 | 1998 | 1999 | 2000 | 2001 |
| ---- | ---- | ---- | ---- | ---- | ---- |
| 556  | ↗596 | ↗598 | ↘589 | ↘586 | ↘568 |
| 2002 | 2003 | 2004 | 2005 | 2006 | 2007 |
| ↘548 | ↗553 | ↘552 | ↗560 | ↘545 | ↘523 |
| 2008 | 2009 | 2010 | 2011 | 2012 | 2013 |
| ↗535 | ↘523 | ↘474 | ↗475 | ↘459 | ↘438 |

Национальный состав
Согласно результатам переписи 2002 года, в национальной структуре населения русские составляли 95 %.